# عثمان بن عروة
عثمان بن عروة بن الزبير بن العوام المدني، الأسدي، القرشي. أحد رواة الحديث الثقات، ومن جلة أهل المدينة ومتقنيهم، مَاتَ فِي خلافة أبي جَعْفَر المنصور سنة أربعين ومائة.

## روايته للحديث النبوي
- روى عن: أبيه عروة في الحج.
- روى عَنْهُ: أخوه هشام بن عروة وسفيان بن عيينة وعثمان بن حكيم وأهل المدينة.[1]
- الجرح والتعديل: قال أحمد بن شعيب النسائي: «ثقة»، وقال ابن حجر العسقلاني: «ثقة»، وقال يحيى بن معين: «ثقة».[3]